# Palaeochrysophanus confluens
Palaeochrysophanus confluens är en fjärilsart som beskrevs av Gerhard 1853. Palaeochrysophanus confluens ingår i släktet Palaeochrysophanus och familjen juvelvingar. Inga underarter finns listade i Catalogue of Life.